# Авиационно произшествие
Авиационното произшествие е понятие, свързано с използването на въздухоплавателните средства. Регистрира се, когато е настъпило събитие на борда след качването на лица за извършване на полет до напускането им на летателния апарат.
Под събитие се разбира:
- когато настъпи смърт или тежка телесна повреда на едно или повече лица на борда на въздухоплавателното средство в резултат от нарушена здравина и цялост на летателния апарат (не са авиационни произшествия случаите на естествена смърт, самонараняване или нараняване от друго лице, както и смърт или нараняване на пътник без билет, скрит в места, неизползвани от екипажа и пътниците);
- когато въздухоплавателното средство получава повреди, като се нарушава целостта и здравината на конструкцията, поради което рязко се влошават неговите технически и летателни качества и има потребност от ремонт;
- когато въздухоплавателното средство е изчезнало безследно или достъпът до него е невъзможен.

## Други популярни термини
За приемственост в статистиката и за образна градация на настъпилото събитие авиационно произшествие, се използват популярни термини определящи степента на произшествието:
- катастрофа – произшествие, при което е настъпила смърт на човек;
- авария – произшествие, при което не е настъпила смърт на човек, но въздухоплавателното средство е разрушено напълно или е повредено до степен на невъзможност да бъде възстановено;
- повреда – произшествие, при което възстановяването на въздухоплавателното средство е възможно, но при извършването на много голям ремонт.

## Разследване на авиационно произшествие
Разследването е процес за установяване причините за настъпване на авиационното произшествие. Включва събиране на информация веществени доказателства и материални свидетелства, въз основа на които се установяват причините за настъпване на произшествието. На база на това се създава експертна оценка и препоръка за обезпечаване на безопасността.
Разследването на произшествие или сериозен инцидент на територията на Република България, се извършва от комисия определена със заповед на министъра на транспорта, информационните технологии и съобщенията. При произшествие на въздухоплавателно средство извън въздушното пространство и територия на Републиката, министърът определя експерти като упълномощени представители за участие в държавната комисия, където е станало произшествието.
Целта на разследването е, чрез експертите участници в комисията да се разкрият причините за настъпване на произшествието и създаде документ за това, а не да се установи степента на виновност на полетния екипаж или наземните служби. Това е дело и отговорност на други органи.

## Официални документи
Всички процедури по създаване на държавна комисия, разследване и установяване на причините за едно авиационно произшествие се осъществяват в съответствие с издадената от Министерството на транспорта, информационните технологии и съобщенията Наредба № 13 от 27 януари 1999 г. за разследване на авиационни произшествия (обн. ДВ, бр. 12 от 12 февруари 1999, изм. и доп., бр. 83 от 24 септември 2004).